# CASA Arena Horsens
Il CASA Arena Horsens è lo stadio di calcio della città di Horsens, che ospita le partite interne della squadra locale, l'AC Horsens.
Ha una capacità di 10.400 persone i cui posti a sedere sono 7.400. Inaugurato nel 1929 e intitolato Horsens Sports Park, fu ristrutturato tra il 1998 e il 2001, e quindi ricostruito nel 2006 col nome di CASA Arena Horsens, inaugurato nel 2009.
Lo stadio viene utilizzato anche per concerti, come quello inaugurale dei Rolling Stone e quello di Madonna nel 2006, che ospitò oltre 85.000 spettatori.

## Football americano
Nel 2016 il CASA Arena Horsens ha ospitato il XXVIII Mermaid Bowl, finale del campionato nazionale danese di primo livello.
| Horsens 8 ottobre 2016, ore 16:00 XXVIII Mermaid Bowl | Copenhagen Towers | 18 – 22 | Triangle Razorbacks | CASA Arena Horsens |